# Montbronn
Montbronn é uma comuna francesa na região administrativa de Grande Leste, no departamento de Mosela. Estende-se por uma área de 14,99 km². Em 2010 a comuna tinha 1 672 habitantes (densidade: 111,5 hab./km²).